# Список правителів Люксембургу
Правителі Люксембургу нині носять титул великих герцогів. Діючим великим герцогом (з 2000) є Анрі.

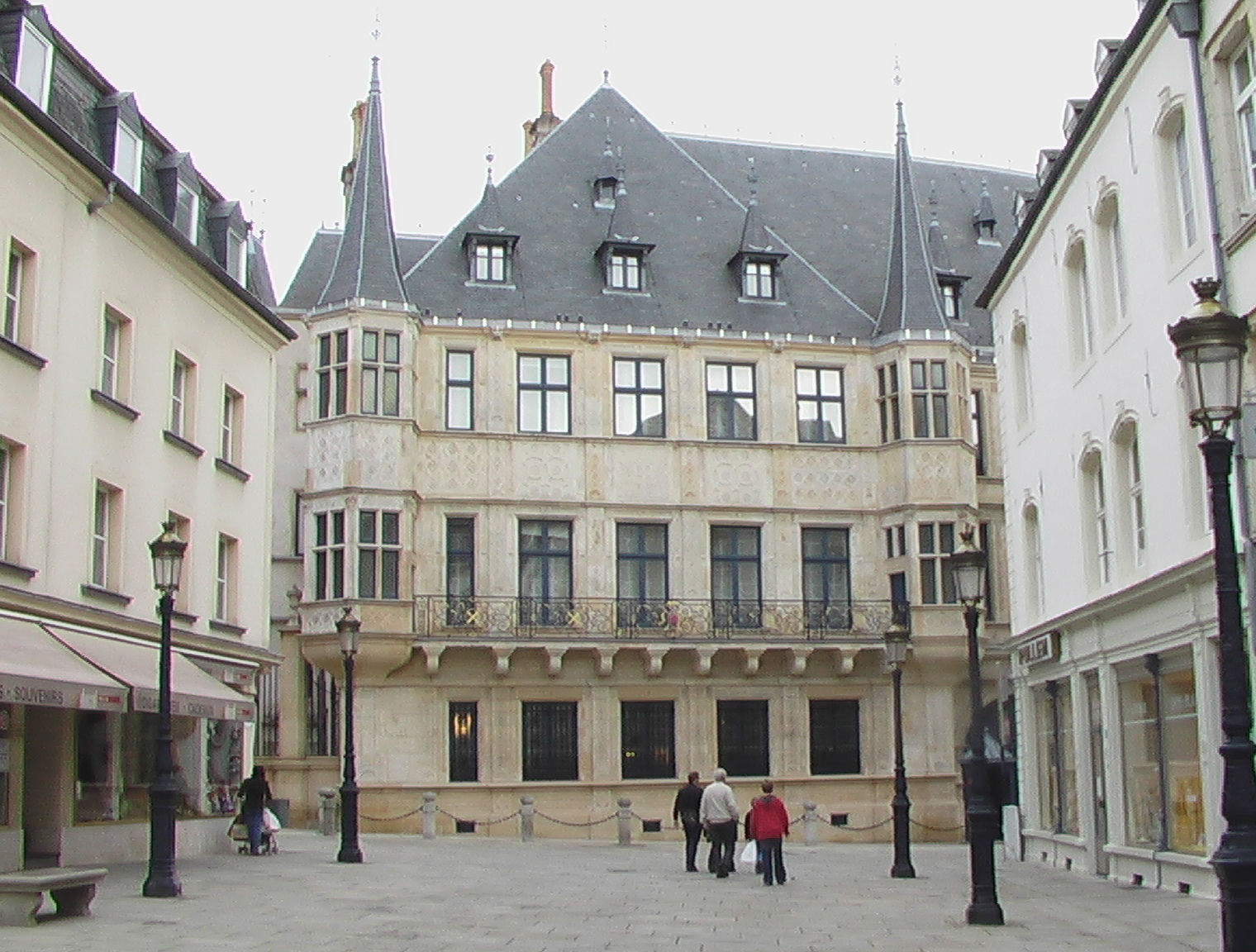
Палац великих герцогів в місті Люксембург

## Графи Люксембургу
| Портрет | Ім'я                                                  | Роки правління                  | Роки життя                          | Відношення до попередника                      | Династія               |
| ------- | ----------------------------------------------------- | ------------------------------- | ----------------------------------- | ---------------------------------------------- | ---------------------- |
|         | Зиґфрід                                               | 963 - 28 жовтня 998             | 922 - 28 жовтня 998                 | -                                              | Арденський дім         |
|         | Генріх I                                              | 28 жовтня 998 - 27 лютого 1026  | 964 - 27 лютого 1026                | син Зігфріда                                   | Арденський дім         |
|         | Генріх II                                             | 27 лютого 1026 - 16 жовтня 1047 | 1007 - 16 жовтня 1047               | племінник Генріха I                            | Арденський дім         |
|         | Гізельберт                                            | 16 жовтня 1047 - 14 серпня 1059 | 1007 - 14 серпня 1059               | брат Генріха II                                | Арденський дім         |
|         | Конрад I                                              | 14 серпня 1059 - 8 серпня 1086  | 1040 - 8 серпня 1086                | син Гізельберта                                | Арденський дім         |
|         | Генріх III                                            | 8 серпня 1086 - 1096            | 1070 - 1096                         | син Конрада I                                  | Арденський дім         |
|         | Вільям I                                              | 1096 - 1131                     | 1081 - 1131                         | брат Генріха III                               | Арденський дім         |
|         | Конрад II                                             | 1131 - 1136                     | 1106 - 1136                         | син Вільяма I                                  | Арденський дім         |
|         | Генріх IV                                             | 1136 - 14 серпня 1196           | 1112 - 14 серпня 1196               | двоюрідний брат Конрада II                     | Дім Люксембург-Намюр   |
|         | Отто I                                                | 1196 - 1197                     | червень/липень 1170 - 13 січня 1200 |                                                | Гогенштауфени          |
|         | Ермезінда                                             | 1197 - 13 лютого 1214           | червень 1186 - 12 лютого 1247       | чотириюрідна сестра Отто I та дочка Генріха IV | Дім Люксембург-Намюр   |
|         | Теобальд I (співправитель з Ермезіндою та її чоловік) | 1197 - 13 лютого 1214           | 1158 - 13 February 1214             |                                                | Дім Люксембург-Намюр   |
|         | Ермезінда                                             | 13 лютого 1214 - травень 1214   | червень 1186 - 12 лютого 1247       | чотириюрідна сестра Отто I та дочка Генріха IV | Дім Люксембург-Намюр   |
|         | Ермезінда                                             | травень 1214 - 2 липня 1226     | червень 1186 - 12 лютого 1247       | чотириюрідна сестра Отто I та дочка Генріха IV | Дім Люксембург-Намюр   |
|         | Валеран (співправитель з Ермезіндою та її чоловік)    | травень 1214 - 2 липня 1226     | 1180 - 2 липня 1226                 |                                                | Дім Люксембург-Намюр   |
|         | Ермезінда                                             | 2 липня 1226 - 12 лютого 1247   | червень 1186 - 12 лютого 1247       | чотириюрідна сестра Отто I та дочка Генріха IV | Дім Люксембург-Намюр   |
|         | Генріх V                                              | 12 лютого 1247 - 24 грудня 1281 | 1216 - 24 грудня 1281               | син Ермезінди та Валерана                      | Дім Люксембург-Лімбург |
|         | Генріх VI                                             | 24 грудня 1281 - 5 червня 1288  | 1240 - 5 червня 1288                | син Генріха V                                  | Дім Люксембург-Лімбург |
|         | Генріх VII                                            | 5 червня 1288 - 24 серпня 1313  | 1275/1270 - 24 серпня 1313          | син Генріха VI                                 | Дім Люксембург-Лімбург |
|         | Іоанн                                                 | 24 серпня 1313 - 26 серпня 1346 | 10 серпня 1296 - 26 серпня 1346     | син Генріха VII                                | Дім Люксембург-Лімбург |
|         | Карл I                                                | 26 серпня 1346 - 1353           | 26 травня 1316 - 29 листопада 1378  | син Іоанна                                     | Дім Люксембург-Лімбург |
|         | Вацлав I                                              | 1353 - 13 березня 1354          | 25 лютого 1337 - 7 грудня 1383      | брат Карла I                                   | Дім Люксембург-Лімбург |

## Герцоги Люксембургу
У 1353 році Карл I передав Люксембург своєму братові Вацлаву I, який в  1354 році зробив Люксембург герцогством.
| Портрет | Ім'я        | Роки правління                  | Роки життя                      | Відношення до попередника  | Династія    |
| ------- | ----------- | ------------------------------- | ------------------------------- | -------------------------- | ----------- |
|         | Вацлав I    | 13 березня 1354 - 7 грудня 1383 | 25 лютого 1337 - 7 грудня 1383  | брат Карла I               | Люксембурги |
|         | Вацлав IV   | 7 грудня 1383 - 1388            | 26 лютого 1361 - 16 серпня 1419 | племінник Вацлава I        | Люксембурги |
|         | Йост        | 1388 - 18 січня 1411            | грудень 1351 - 18 січень 1411   | двоюрідний брат Вацлава IV | Люксембурги |
|         | Єлизавета I | 18 січня 1411 - 1443            | листопад 1390 - 2 серпня 1451   | двоюрідна сестра Йоста     | Люксембурги |

### Люксембург у складі Бургундської держави
| Портрет | Ім'я             | Роки правління               | Роки життя                       | Відношення до попередника   | Династія                   |
| ------- | ---------------- | ---------------------------- | -------------------------------- | --------------------------- | -------------------------- |
|         | Філіп III Добрий | 1443 - 15 червня 1467        | 31 July 1396 - 15 червня 1467    | троюрідний брат Єлизавети I | Валуа-бургундська династія |
|         | Карл Сміливий    | 15 липня 1467 - 5 січня 1477 | 10 листопада 1433 - 5 січня 1477 | син Філіпа III Доброго      | Валуа-бургундська династія |

### Люксембург у складіІспанських Нідерландів
| Портрет       | Ім'я                              | Роки правління                     | Роки життя                          | Відношення до попередника                         | Династія                   |
| ------------- | --------------------------------- | ---------------------------------- | ----------------------------------- | ------------------------------------------------- | -------------------------- |
|               | Марія                             | 5 січня 1477 - 27 березня 1482     | 13 лютого 1457 - 27 березня 1482    | дочка Карла Сміливого                             | Валуа-бургундська династія |
|               | Максиміліан I                     | 5 січня 1477 - 27 березня 1482     | 22 березня 1459 - 12 січня 1519     | зять Карла Сміливого                              | Валуа-бургундська династія |
|               | Філіп I                           | 27 березня 1482 - 25 вересня 1506  | 22 липня 1478 - 25 вересня 1506     | син Марії та Максиміліана I                       | Габсбурги                  |
|               | Карл V                            | 25 вересень 1506 - 16 січень 1556  | 24 лютого 1500 - 21 вересня 1558    | син Філіпа I                                      | Габсбурги                  |
|               | Філіп II                          | 16 січня 1556 - 13 вересня 1598    | 21 травня 1527 - 13 вересня 1598    | син Карла V                                       | Габсбурги                  |
|               | Ізабелла Клара Євгенія            | 6 травня 1598 - 13 липня 1621      | 12 серпня 1566 - 1 грудня 1633      | дочка Філіпа II                                   | Габсбурги                  |
| Альбрехта VII | 15 листопада 1559 - 13 липня 1621 | 6 травня 1598 - 13 липня 1621      | зять Філіпа II                      |                                                   | Габсбурги                  |
|               | Філіп IV                          | 31 липня 1621 - 17 вересня 1665    | 8 квітня 1605 - 17 вересня 1665     | племінник Ізабелли Клари Євгенії та Альбрехта VII | Габсбурги                  |
|               | Карл II                           | 17 вересня 1665 - 1 листопада 1700 | 6 листопада 1661 - 1 листопада 1700 | син Філіпа IV                                     | Габсбурги                  |
|               | Філіп V                           | 1 листопада 1700 - 1712            | 19 грудня 1683 - 9 липня 1746       | онучатий племінник Карла II                       | Бурбони                    |
|               | Максиміліан II                    | 1712 - 11 квітня 1713              | 11 липня 1662 - 26 лютого 1726      | дядько Філіпа V                                   | Віттельсбахи               |
|               | Карл VI                           | 11 квітня 1713 - 20 жовтня 1740    | 1 жовтня 1685 - 20 жовтня 1740      | троюрідний брат Максиміліана II                   | Габсбурги                  |
|               | Марія-Терезія                     | 20 жовтня 1740 - 29 листопада 1780 | 13 травня 1717 - 29 листопада 1780  | дочка Карла VI                                    | Габсбурги                  |
|               | Франц I                           | 21 листопада 1740 - 18 серпня 1765 | 8 грудня 1708 - 18 серпня 1765      | чоловік Марії-Терезії                             | Габсбург-Лотаринзький дім  |
|               | Йосиф II                          | 29 листопада 1780 - 20 лютого 1790 | 13 березня 1741 - 20 лютого 1790    | син Франца I                                      | Габсбург-Лотаринзький дім  |
|               | Леопольд II                       | 20 лютого 1790 - 1 березня 1792    | 5 травня 1747 - 1 березня 1792      | брат Йосифа II                                    | Габсбург-Лотаринзький дім  |
|               | Франц II                          | 1 березня 1792 - 1794              | 12 лютого 1768 - 2 березня 1835     | син Леопольда II                                  | Габсбург-Лотаринзький дім  |

У 1794—1813 роках Люксембург був окупований Францією.

### Унія зНідерландським королівством
За підсумками Віденського конгресу в 1815 році Люксембург отримав статус Великого герцогства і був переданий королю Нідерландів Віллему I.
| Портрет | Ім'я                          | Роки правління                      | Роки життя                         | Відношення до попередника | Династія          |
| ------- | ----------------------------- | ----------------------------------- | ---------------------------------- | ------------------------- | ----------------- |
|         | Віллем I король Нідерландів   | 15 березня 1815 - 7 жовтня 1840     | 24 серпня 1772 - 12 грудня 1843    | троюрідний брат Франца II | Оранська династія |
|         | Віллем II король Нідерландів  | 7 жовтня 1840 - 17 березня 1849     | 6 грудня 1792 - 17 березня 1849    | син Віллема I             | Оранська династія |
|         | Віллем III король Нідерландів | 17 березня 1849 - 23 листопада 1890 | 17 лютого 1817 - 23 листопада 1890 | син Віллема II            | Оранська династія |

### Великі герцоги Люксембургу
Віллем III залишив тільки дочку, яка успадкувала королівство Нідерландів. Але, оскільки в Люксембурзі спадкування велося тільки по чоловічій лінії, то герцогом став найближчий родич по чоловічій лінії, колишній герцог Нассау Адольф I.
| Портрет | Ім'я           | Роки правління                        | Роки життя                        | Відношення до попередника                  | Династія             |
| ------- | -------------- | ------------------------------------- | --------------------------------- | ------------------------------------------ | -------------------- |
|         | Адольф I       | 23 листопада 1890 – 17 листопада 1905 | 24 липня 1817 - 17 листопада 1905 | племінник Віллема III                      | Дім Нассау-Вайльбург |
|         | Вільгельм IV   | 17 листопада 1905 – 25 лютого 1912    | 22 квітня 1852 - 25 лютого 1912   | син Адольфа I                              | Дім Нассау-Вайльбург |
|         | Марія-Аделаїда | 25 лютого 1912 – 14 січня 1919        | 14 червня 1894 - 24 січня 1924    | дочка Вільгельма IV                        | Дім Нассау-Вайльбург |
|         | Шарлотта       | 15 січня 1919 – 12 листопада 1964     | 23 січня 1896 - 9 липня 1985      | сестра Марії-Аделаїди, дочка Вільгельма IV | Дім Нассау-Вайльбург |
|         | Жан            | 12 листопада 1964 – 7 жовтня 2000     | нар. 5 січня 1921– 23 квітня 2019 | син Шарлотти                               | Пармські Бурбони     |
|         | Анрі           | із 7 жовтня 2000                      | нар. 16 квітня 1955               | син Жана                                   | Пармські Бурбони     |